# Shimamaki
Shimamaki (島牧村, Shimamaki-mura) est un village du district de Shimamaki, situé dans la sous-préfecture de Shiribeshi, sur l'île de Hokkaidō, au Japon.

## Géographie

### Situation
Shimamaki est situé dans le sud-ouest de la sous-préfecture de Shiribeshi, au bord de la mer du Japon, sur l'île de Hokkaidō, au Japon.

### Démographie
Au 30 septembre 2015, la population de Shimamaki s'élevait à 1 577 habitants répartis sur une superficie de 437,18 km2.